# Уједињена сељачка странка
Уједињена сељачка странка (скраћено УСС) је политичка странка у Србији. Њено примарно упориште је у општини Сврљиг. Сарађује са Европском народном странком Конгресу локалних и регионалних власти.

## Програмски циљеви Странке
- Поштовање и заштита српских националних интереса на начин који не би доводио у питање положај и интересе мањинских националних заједница — Албанаца, Мађара, Румуна, Словака, Рома, Хрвата и других.
- Србија као модерна демократска држава заснована на владавини права, поштовању и примењивању свих начела Повеље УН, као и докумената Европске организације за безбедност и сарадњу (ОЕБС) и других међународних организација чији је пуноправни члан.
- Борба за целовитост Србије, поштовање њеног интегритета и суверенитета. Утврдити и објавити дугорочну аграрну политику, да се успостави и објави трајан и повољан однос (паритет) цена за аграрне и индустријске производе који би били на снази више година. Да се доследно примени Закон о враћању сељацима земљишта, одузетог у време обавезног откупа и на основу прописа о земљишном максимуму; да се месним заједницама врате одузете сеоске утрине и пашњаци; да се манастирима и краљевској династији Карађорђевић врате њихови поседи; да се спречи упропашћавање плодног земљишта изградњом стамбених и привредних објеката без уплате.
- Задружни покрет слободно тржиште којим управљају закони понуде и тражње иста права у области здравствене и социјалне заштите равноправан развој Србије демократије, социјалне правде и солидарности, мира, толеранције и равноправности људи и народа, развој пољопривреде и положаја пољопривредника путем аграрне политике.

## Избори 2014.
На ванредним парламентарним изборима у Републици Србији 2014. године осваја један посланички мандат на изборној листи: АЛЕКСАНДАР ВУЧИЋ — БУДУЋНОСТ У КОЈУ ВЕРУЈЕМО (Српска напредна странка, Социјалдемократска партија Србије, Нова Србија, Српски покрет обнове, Покрет социјалиста). Посланик у Скупштини Србије је председник УСС-а Милија Милетић.